# Wilhelm von Ditfurth (Politiker)
Johann Karl Eduard Friedrich Wilhelm von Ditfurth (* 10. Januar 1810 auf dem Rittergut Lübrassen; † 5. Januar 1876 in Bielefeld) war ein deutscher Rittergutsbesitzer, Politiker und Regierungsbeamter.
Von 1837 war Wilhelm von Ditfurth mit der kommunalen Verwaltung des Landratsamtes des preußischen Kreises Bielefeld und von 1838 definitiv als Landrat bestellt.

## Leben
Wilhelm von Ditfurth gehörte der alten, ursprünglich aus Quedlinburg stammenden Uradels-Familie von Ditfurth an. Er wurde auf dem Rittergut Lübrassen im heutigen Heepen geboren. Später wurde er Besitzer dieses Gutes.
Am 16. April 1830 legte er sein Abitur am Gymnasium in Bielefeld ab und studierte anschließend Jura und Cameralia  in Bonn, Heidelberg und Berlin.
1836 war er Referendar beim Oberlandesgericht Paderborn und 1837 Regierungsreferendar bei der Regierung Minden. Kurz darauf übernahm er Verwaltung des Landratsamtes und wurde 1838 zum Landrat des Kreises Bielefeld ernannt.
Wilhelm von Ditfurth war verheiratet mit Eleonore Juliane Wilhelmine Friederike von Borries (1814–1886), Tochter des Mindener Regierungspräsidenten Franz von Borries. Das Ehepaar hatte mehrere Kinder, darunter den Politiker und Rittergutsbesitzer Franz von Ditfurth und den preußischen Generalleutnant sowie Pascha in der Osmanischen Armee Bodo Borries von Ditfurth.

## Abgeordneter
Wilhelm von Ditfurth war 1864 (stellv.), 1868 (stellv.) und 1871 bis 1873 für den Stand der Ritterschaft im Wahlbezirk Minden-Ravensberg Mitglied des Provinziallandtages der Provinz Westfalen. Außerdem war er Mitglied des Provinzialausschusses.

## Auszeichnungen
Wilhelm von Ditfurth war Träger des Roten Adlerordens III. Klasse mit der Schleife und Träger des Kronenordens III. Klasse. Er wurde zum Geheimen Regierungsrat ernannt.